# Théâtre Luxor
Pour les articles homonymes, voir Luxor.
Le théâtre Luxor (en néerlandais : Luxor Theater) est un théâtre à Rotterdam, aux Pays-Bas fondé en 1917.
Il est aujourd'hui composé de l'ancien théâtre Luxor (Oude Luxor Theater) inauguré en 1917, situé dans la rue du Kruiskade dans le centre-ville et le nouveau théâtre Luxor (Nieuwe Luxor Theater) inauguré en 2001, situé place Wilhelmine dans le sud de Rotterdam en face du pont Érasme.

## Les salles

### Oude Luxor Theater(l'ancien théâtre)

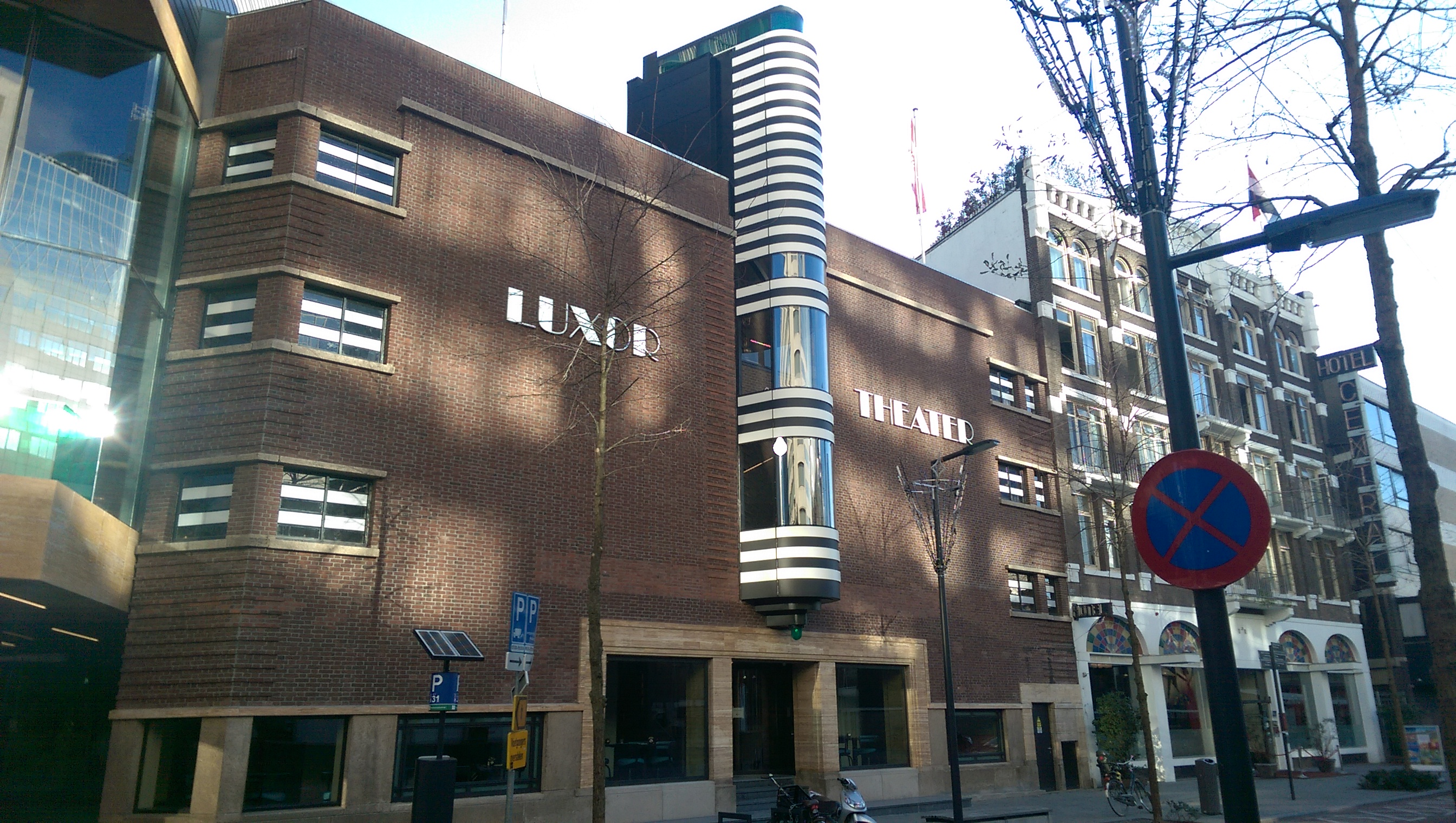
La façade de l'ancien théâtre Luxor après la rénovation en 2014.

Le 22 décembre 1917, le théâtre Luxor, conçu par l'architecte Pieter Vermaas, a ouvert ses portes au Kruiskade, situé dans le centre de Rotterdam et devient la 17e salle de théâtre de la ville. Pendant la Seconde Guerre mondiale, le théâtre est utilisé par les Allemands et des projections de films continueront d'avoir lieu. C'est l'un des rares bâtiments qui n'a pas été endommagé lors du bombardement de Rotterdam. Peu après la libération, le bâtiment a été légèrement rénové et en outre des projections de films, des représentations théâtrales ont également été régulièrement organisées.
Au début des années 1970, une rénovation complète a eu lieu et il restait peu de place du bâtiment d'origine. Un étage fortement surélevé avec un plancher bas a remplacé le balcon, ce qui a grandement amélioré la vue sur la scène. Pourtant, peu de temps après, il a fallu se tourner vers un théâtre plus grand et meilleur, les foyers étant trop serrés, les toilettes trop rares et l'équipement technique limité. En outre, le bâtiment présente lentement mais sûrement des défauts structurels.
L'ancien théâtre Luxor appartient avec son maximum de 900 places à la catégorie « salles de théâtre de taille moyenne » et peut accueillir, entre autres, des concerts et des spectacles ainsi que des productions musicales. À partir de 2001, il était prévu de construire un nouveau théâtre de taille moyenne sur le site de l'ancien théâtre. Cependant, en raison du manque d'argent résultant de la crise économique, il a été décidé de restaurer le théâtre existant. La restauration et l'agrandissement du théâtre a commencé en avril 2014 et ont duré sept mois,. Le théâtre est rouvert le 2 décembre 2014.

### Nieuwe Luxor Theater(le nouveau théâtre)
Après un concours de conception pour le nouveau théâtre Luxor, organisé en 1996 par la commune de Rotterdam, la construction du nouveau théâtre démarre en septembre 1998, le point le plus élevé étant atteint en 2000. Le premier spectacle, un concert de la chanteuse Mathilde Santing (en), a lieu le 25 février 2001. L'ouverture officielle du théâtre a eu lieu le 28 avril 2001, en présence de la reine Béatrix, et avec cela Rotterdam obtient un nouveau théâtre avec plus de 1 500 places,.

## Galerie

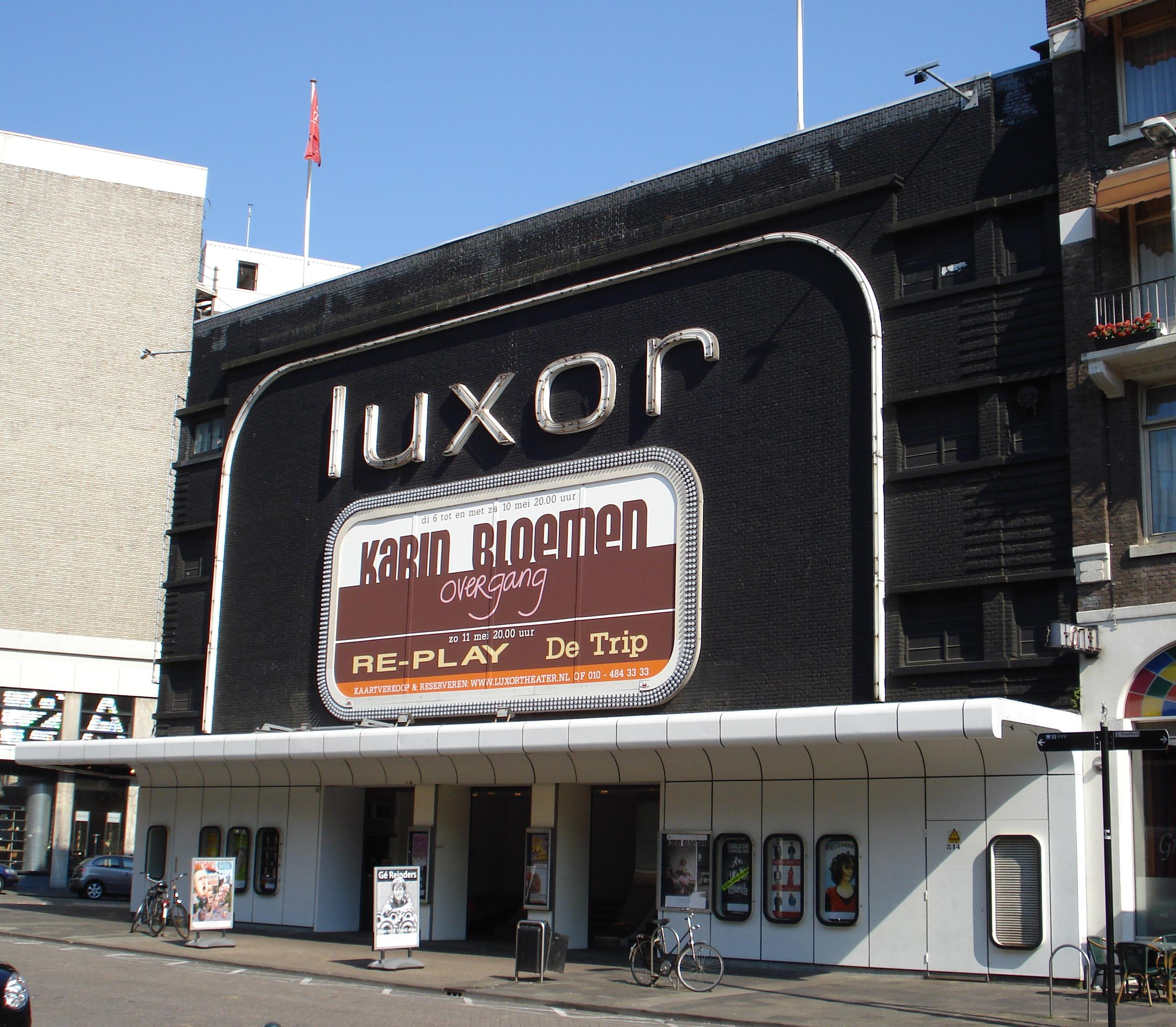
La façade de l'ancien théâtre Luxor en 2008, avant la rénovation de 2014.
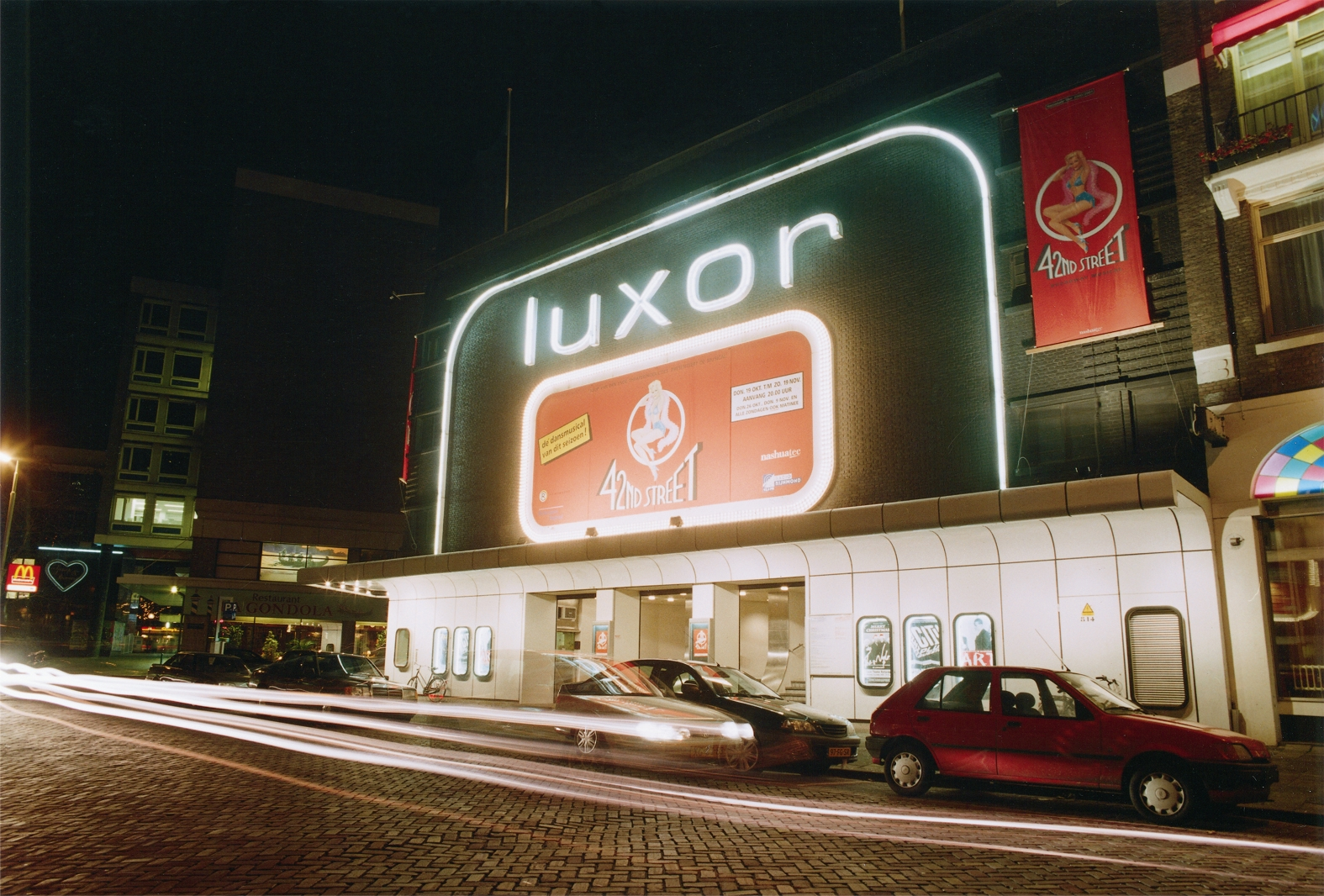
L'ancien théâtre Luxor la nuit en 2000.
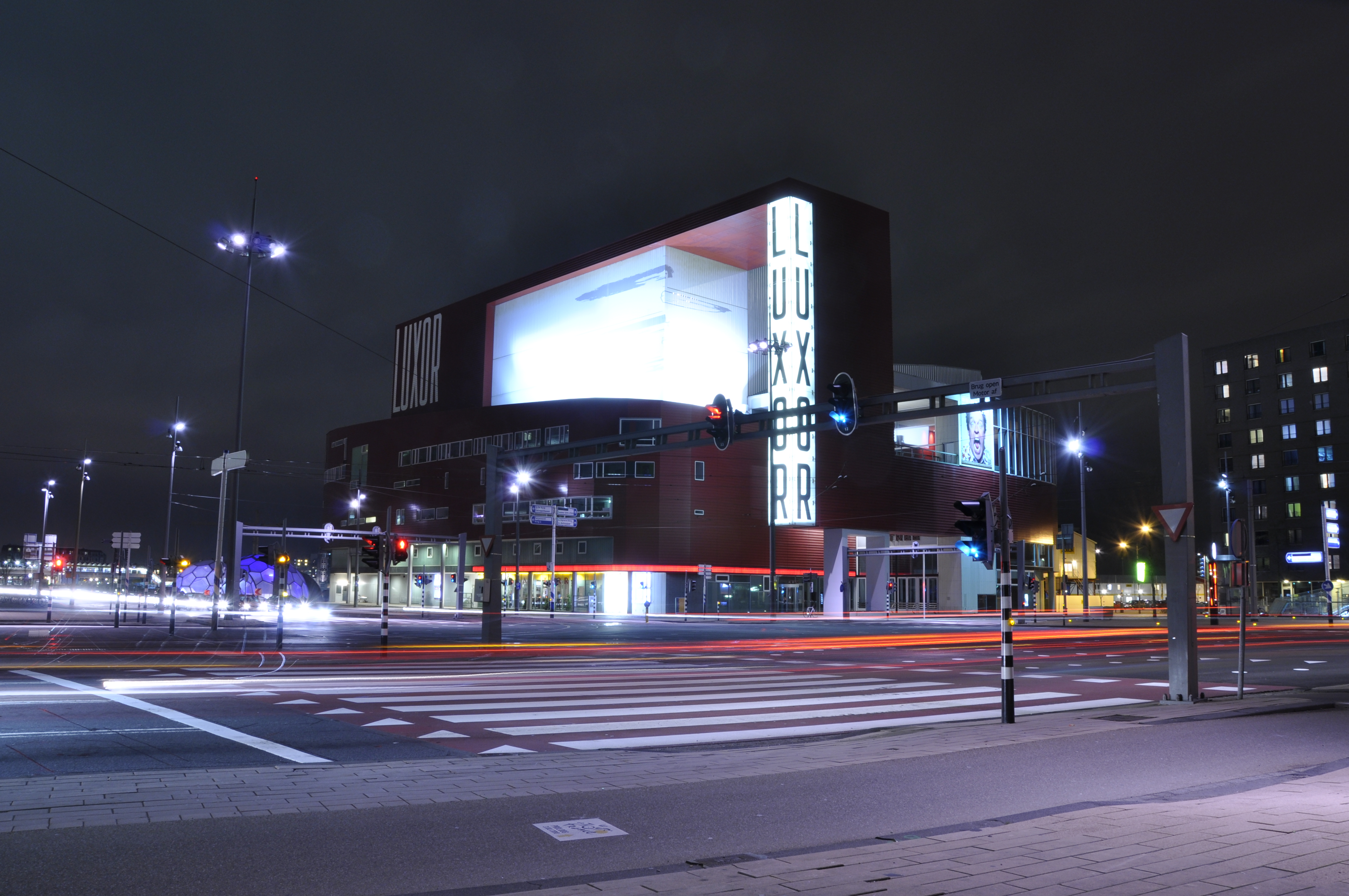
Le nouveau théâtre Luxor la nuit en 2012.
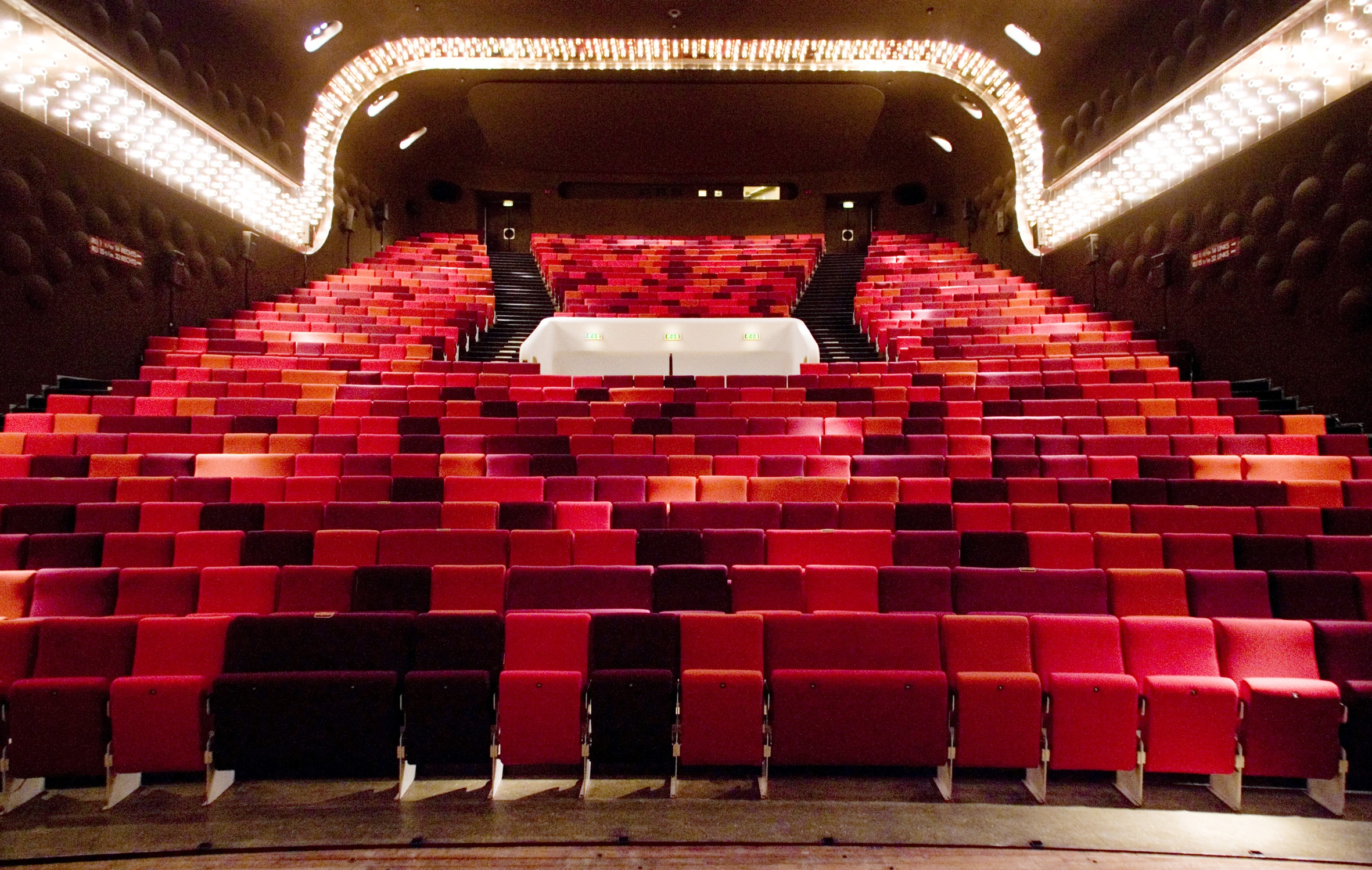
La salle de l'ancien théâtre Luxor avec environ 900 places.
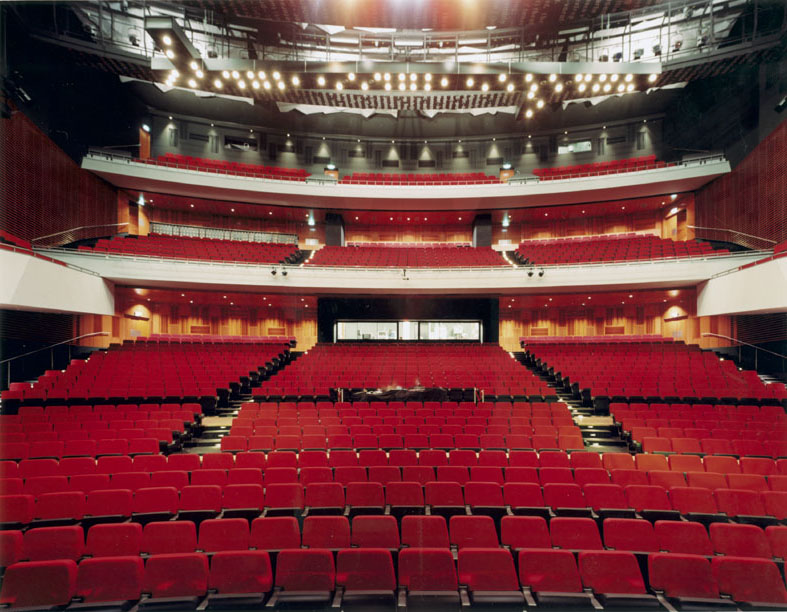
La salle du nouveau théâtre Luxor comprenant environ 1 500 places.